# いつもそばにはコミックが
『いつもそばにはコミックが』は、2017年7月14日から同年9月29日までTBSテレビで放送されていたミニ番組である。全12回。放送時間は毎週金曜22:54 - 23:00（JST）。

## ナレーター
- 佳穂成美

## ゲスト
| 回 | 放送日  | ゲスト     | 漫画                         |
| -- | ------- | ---------- | ---------------------------- |
| 1  | 7月14日 | 吉木りさ   | 『働きマン』                 |
| 2  | 7月21日 | 筧美和子   | 『Paradise Kiss』            |
| 3  | 7月28日 | ベック     | 『将太の寿司』               |
| 4  | 8月4日  | 峯岸みなみ | 『プライベート・アクトレス』 |
| 5  | 8月11日 | 岩井勇気   | 『最終兵器彼女』             |
| 6  | 8月18日 | おのののか | 『透明なゆりかご』           |
| 7  | 8月25日 | 大石絵理   | 『東京タラレバ娘』           |
| 8  | 9月1日  | 小沢一敬   | 『ジョジョの奇妙な冒険』     |
| 9  | 9月8日  | misono     | 『ONE PIECE』                |
| 10 | 9月15日 | 優木まおみ | 『花田少年史』               |
| 11 | 9月22日 | 白鳥久美子 | 『はいからさんが通る』       |
| 12 | 9月29日 | 安田美沙子 | 『銀色のハーモニー』         |

第1回は『金曜ドラマ ハロー張りネズミ』拡大版のため23:09から放送。

## スタッフ
- CG ワカマツヤタイ
- 撮影 マリポーサカンパニー
- メイク 兵藤拓也（JULLY）
- 選曲 大庭秀夫
- 編集 大地裕介